# Nicolás Ruiz
Nicolás Ruiz är en ort i Mexiko.   Den ligger i kommunen Nicolás Ruíz och delstaten Chiapas, i den sydöstra delen av landet, 800 km öster om huvudstaden Mexico City. Nicolás Ruiz ligger 703 meter över havet och antalet invånare är 3 268.
Terrängen runt Nicolás Ruiz är kuperad. Runt Nicolás Ruiz är det ganska glesbefolkat, med 50 invånare per kvadratkilometer. Närmaste större samhälle är Venustiano Carranza, 11,2 km söder om Nicolás Ruiz. I omgivningarna runt Nicolás Ruiz växer huvudsakligen savannskog.